# Moukhtar ath-Thaqafi
Al-Moukhtar ibn Abi Obeïd ath-Thaqafi (en arabe : ٱلْمُخْتَار ٱبْن أَبِي عُبَيْد ٱلثَّقَفِيّ), né vers 622 à Taëf et mort le 3 avril 687 à Koufa, est un commandant (caïd) militaire arabe. 
Personnage majeur de la Deuxième Fitna, il prend le pouvoir à Koufa à la mi-octobre 685 et se met à réclamer le sang des assassins d'Al-Hussein ibn Ali, petit-fils du Prophète mort en martyr (chahid) à Kerbala, avec le célèbre slogan « Oh pour la vengeance d'Al-Hussein » (en arabe : يا لثارات الحسين). Ses partisans réussissent à tuer plusieurs d'entre eux comme Omar ibn Sa'd (en), Ubayd Allah ben Ziyad, Hourmala ibn Kahil (en) et Shimr ibn Dhil-Jawshan,.
Ses mauvaises relations avec son ancien allié, le calife mecquois Abd Allah ibn az-Zubayr, conduisent à sa chute. À l'automne 686, le demi-frère de ce dernier, Mus'ab ibn al-Zubayr (en), entame le siège de Koufa à l'issue duquel Moukhtar est tué. Après sa mort, certains de ses partisans forment une secte chiite radicale, la kaysaniyyah, aujourd'hui éteinte. 
Les musulmans sunnites voient en lui un faux prophète et l'homme visé par la première partie du hadîth : « De Thaqif, surgira un menteur et un despote », tandis que les chiites le considèrent comme un révolutionnaire honnête, éprit de justice.

## Famille
Il est le fils du compagnon (sahabi) Abou Obeïd ath-Thaqafi (en), tombé en martyr (chahid) en combattant les Sassanides à la bataille du pont en 634. 
Il est le neveu du compagnon Sa'd ibn Mansour ath-Thaqafi (ar), gouverneur de la province de Zawabi (correspondant approximativement à l'actuelle province d'Erbil dans le Kurdistan irakien) puis d'Al-Mada'ine (en) sous le califat d'Ali ibn Abi Talib. 
Il est le demi-frère de Safiyyah bint Abi Obeïd, épouse du compagnon Abdullah ibn Omar. 